# Walter Neumann-Silkow
Walter Neumann-Silkow (Groß Silkow, 10 aprile 1894 – Derna, 9 dicembre 1941) è stato un generale tedesco della Wehrmacht durante la seconda guerra mondiale.

## Biografia
Il 1º febbraio 1912, Neumann-Silkow intraprese la carriera militare nell'esercito tedesco entrando a far parte del 10º reggimento dragoni. Promosso tenente dal 18 agosto 1913, prese parte al primo conflitto mondiale come ufficiale. Passato al Reichswehr dopo la fine del conflitto, giunse sino al grado di tenente colonnello dal 1º aprile 1936. Il 10 agosto 1938 venne nominato comandante del 7º reggimento di fanteria ed il 1º gennaio 1939 venne promosso colonnello. Il 19 marzo 1940, ricevette il comando dell'8ª brigata ed il 1º aprile 1941 divenne maggiore generale. Il 21 aprile 1941 divenne comandante dell'8ª Panzer Division, poi della 15ª dal 26 maggio di quello stesso anno. Promosso tenente generale il 1º dicembre 1941 a seguito di una ferita durante la Campagna del Nordafrica, morì il 9 dicembre di quello stesso anno a Derna, in Libia, presso l'ospedale da campo italiano.